# 佐佐木亞紀
佐佐木亞紀（日语：／ Sasaki Aki，10月25日—），日本女性配音員。青二Production所屬。出身於奈良縣。

## 經歷
青二塾大阪校17期畢業。

## 人物
音域：F～E（次女高音）。擅長方言：關西方言。
資格、免許：和服穿著。興趣：瑜珈、繪本朗讀、描畫、風水占卜。特長：料理、掃除。

## 演出作品
粗體字表示說明飾演的主要角色。

### 電視動畫
2001年
- 通靈王 (2001年版)（小孩）

2002年
- Gun Frontier（日语：ガンフロンティア (漫画)）（女僕）

2003年
- 原子小金剛 (2003年版)（小孩、孩子們）
- 戰鬥陀螺G（少年B、小孩B）

2004年
- 仙境傳說 THE ANIMATION（神職人員）

2006年
- 真仙魔大戰（2006年－2007年，護身符、美女、肥助）

2007年
- 飛天小女警Z（宇宙人媽媽）
- 物怪
  - 「座敷童子」（客、情侶女性）
  - 「無臉」（小叔的老婆）
  - 「化貓」（乘客、女給）

2010年
- 名偵探柯南（廣告聲音）

2024年
- 佐佐木與文鳥小嗶（TV播報員）

### OVA
- 櫻花大戰 神崎堇 引退紀念（日语：サクラ大戦 神崎すみれ 引退記念 す・み・れ）（2002年，觀眾）

### 電影動畫
- 劇場版 AIR（2005年，神尾觀鈴的同學）

### 遊戲
- 在我之下掙扎（日语：俺の下であがけ）（2002年，黑崎綾子）
- 正邪幻想史OO（日语：ブラックマトリクス）（2004年，芙萊）
- 火爆玫瑰（2005年，紅影〈夜叉〉）
- 符文工廠 -新牧場物語-（2006年，莎拉）
- 龍影咒（2007年，芙萊、薇斯塔·卡夫）
- VitaminX（日语：VitaminX）（2007年，真壁賽雅拉）
- 摔角天使 生存者（日语：レッスルエンジェルス）（2008年，克莉絲·摩根、蘇菲雅·理查斯、女神寇蒂）
- 摔角天使 生存者2（日语：レッスルエンジェルス サバイバー）（2008年，克莉絲·摩根、蘇菲雅·理查斯、女神寇蒂）

### 廣播劇CD
- 龍影咒 廣播劇CD Vol.1～古城之狼之詩 前篇（薇斯塔·卡夫）

### 外語配音

#### 演員
蔡卓妍
- 精武家庭（小柔）
- 新警察故事（莎莎）
- 寶貝計劃（白燕）
- 白蛇傳說（青青）

#### 電影
- 2002（Rain〈李彩華〉）
- 刺殺小說家（屠靈〈楊冪〉[2]）
- 美國怪談：鬼殺人（珍〈伊莎貝爾·阿爾格林-多雷〉）
- 關鍵任務（英语：Derailed (2002 film)）（碧麗·克里斯多夫〈潔西卡·鮑曼（英语：Jessica Bowman）〉）
- 永恆的血（英语：Eternal Blood）（潘查〈帕絲可·利特瓦克〉）
- 足球維納斯（英语：FC Venus）（莎莉〈諾拉·佩爾托庫卡〉）
- 菲德爾（英语：Fidel (2002 film)）（艾德）
- 新紮師兄（穎芝〈鍾欣潼〉）
- 史密斯任務（馬丁的女兒）※影碟版。
- 畫皮II（雀兒〈楊冪〉）
- 失控的陪審團（英语：Runaway Jury）（莉迪亞·迪茲〈科麗·英格里德（英语：Corri English）〉）※影碟版。
- 鬼娃新娘之鬼娃也有種（克洛蒂亞〈貝提·鄧維爾〉）
- 談情共舞（提娜〈黛安娜·薩爾瓦托雷〉）
- 人面獸心（英语：Uncovered (film)）（瑪莉莎〈哈里特·霍爾納〉）
- 飛行夜女巫（俄语：В небе «ночные ведьмы»）（加利亞·波利卡波娃〈約納·德魯兹〉）

#### 電視影集
- 追風少年（Apple〈黃湘怡〉）
- 新白髮魔女傳（鐵珊瑚〈劉思彤〉）
- 五日驚魂（英语：Five Days to Midnight）（潔西·諾伊默爾〈蓋琪·葛萊特利（英语：Gage Golightly）〉）
- 齊天大聖孫悟空（紫薇仙子〈鍾欣潼〉）
- 還珠格格（金鎖〈范冰冰〉）
- 奧利弗·比恩（英语：Oliver Beene）（露辛達〈喬治亞·科布〉）
- 越王勾踐（鄭旦〈於珈若〉）

#### 動畫
- 重裝機甲兵（英语：Heavy Gear）（索尼婭）
- 我的青少年機器人時代（珍妮·威克曼〈珍妮絲·卡韋（英语：Janice Kawaye）〉）

### 廣播劇
- 青山二丁目劇場（日语：青山二丁目劇場）
  - 城市剋星 File No.1『女人的長髮』（長髮女子）
  - 赤井英和（日语：赤井英和） -不要口出狂言-（純子 等）

### 旁白
- GameKong（ABC，Kong的聲音）
- 入境隨俗法律旅行社（日语：世界びっくり旅行社）（NHK）
- Ponkickies（日语：ポンキッキーズ）（富士電視台）
- 原來如此！The 世界（日语：なるほど!ザ・ワールド）（富士電視台）

### 其它
- JCOM點播（日语：JCOM） 節目介紹（公主）
- 聲優閒談

## 腳註

## 外部連結
- 佐佐木亞紀｜青二Production （日語）
- 佐佐木亞紀 （页面存档备份，存于） （日語）－Talent Date Bank
- 佐佐木亞紀 （页面存档备份，存于） （日語）－日本藝人名鑑（日语：日本タレント名鑑）
- 佐佐木亞紀 （页面存档备份，存于） （日語）－Movie Walker（日语：Movie Walker）